# Scytodes testudo
Scytodes testudo là một loài nhện trong họ Scytodidae.
Loài này thuộc chi Scytodes. Scytodes testudo được William Frederick Purcell miêu tả năm 1904.